# Estland op de Olympische Zomerspelen 2000
Estland nam deel aan de Olympische Zomerspelen 2000 in Sydney, Australië. Estland debuteerde op de Spelen van 1920 in Antwerpen en deed in 2000 voor de achtste keer mee, de derde keer sinds het Baltische land opnieuw onafhankelijk werd in 1991.

## Medailleoverzicht
| Sport    | Olympiër         | Discipline   | Medaille |
| -------- | ---------------- | ------------ | -------- |
| Atletiek | Erki Nool        | tienkamp (m) | Goud     |
| Judo     | Aleksei Budõlin  | -81kg (m)    | Brons    |
| Judo     | Indrek Pertelson | +100kg (m)   | Brons    |

## Deelnemers en resultaten
(m) = mannen, (v) = vrouwen

### Atletiek
| Olympiër           | Onderdeel        | Resultaat | Prestatie                                                   |
| ------------------ | ---------------- | --------- | ----------------------------------------------------------- |
| Pavel Loskutov     | marathon (m)     | 35e       | 2:19.41                                                     |
| Aleksander Tammert | discuswerpen (m) | 9e        | kwalificatie groep A: 7de met 63,52m finale: 9de met 63,25m |
| Andrus Värnik      | speerwerpen (m)  | 9e        | kwalificatie groep A: 8ste met 81,34m                       |
| Indrek Kaseorg     | tienkamp (m)     | 17e       | 7932 punten                                                 |
| Erki Nool          | tienkamp (m)     | Goud      | 8641 punten                                                 |

### Judo
| Olympiër         | Onderdeel  | Resultaat | Prestatie |
| ---------------- | ---------- | --------- | --- |
| Aleksei Budõlin  | -81kg (m)  | Brons     | voorronde: vrij 1ste ronde: W van SUI Aschwanden: ippon 2de ronde: W van HUN Tölgyesi: yuko kwartfinale: V van KOR Cho: yuko herkansingen: W van GER Wanner: ippon herkansingen 2: W van IRI Sarikhani: ippon bronzen finale: W van FRA Bouras: yuko |
| Indrek Pertelson | +100kg (m) | Brons     | voorronde: vrij 1ste ronde: W van GAB Ndong: ippon 2de ronde: W van ESP Pérez: ippon kwartfinale: W van BRA Hernandes: ippon halve finale: V van FRA Douillet: ippon bronzen finale: W van BLR Sharapov: ippon                                       |

### Kanovaren
| Olympiër   | Onderdeel     | Resultaat | Prestatie                                                |
| ---------- | ------------- | --------- | -------------------------------------------------------- |
| Hain Helde | K-1 500m (m)  | 25e       | serie 3: 7de in 1.42,772 halve finale 1: 9de in 1.45,916 |
| Hain Helde | K-1 1000m (m) | 18e       | serie 4: 5de in 3.40,407 halve finale 1: 7de in 3.43,499 |

### Moderne vijfkamp
| Olympiër       | Onderdeel | Resultaat | Prestatie   |
| -------------- | --------- | --------- | ----------- |
| Imre Tiidemann | mannen    | 14e       | 5080 punten |

### Roeien
| Olympiër                  | Onderdeel       | Resultaat | Prestatie |
| ------------------------- | --------------- | --------- | --- |
| Jüri Jaanson              | skiff (m)       | 6e        | serie 3: 3de in 7.06,58 herkansingen: 1ste in 7.05,16 halve finale 2: 3de in 7.06,70 finale: 6de in 6.59,15  |
| Leonid Gulov Andrei Šilin | dubbel-twee (m) | 9e        | serie 2: 4de in 6.41,74 herkansingen: 3de in 6.35,09 halve finale 1: 5de in 6.38,75 finale B: 3de in 6.22,78 |

### Schermen
| Olympiër                                 | Onderdeel      | Resultaat | Prestatie                                                               |
| ---------------------------------------- | -------------- | --------- | ----------------------------------------------------------------------- |
| Kaido Kaabermaa                          | degen (m)      | 17e       | 1ste ronde: vrij 2de ronde: V van COL Rivas: 13-15                      |
| Andrus Kajak                             | degen (m)      | 33e       | 1ste ronde: V van KGZ Poddubny: 13-15                                   |
| Meelis Loit                              | degen (m)      | 30e       | 1ste ronde: W van CHN Wang: 15-7 2de ronde: V van RUS Kolobkov: 9-15    |
| Kaido Kaabermaa Andrus Kajak Meelis Loit | degen team (m) | 9e        | 1ste ronde: V van Hongarije: 42-45 9-10de plek: W van Oostenrijk: 45-44 |

### Schietsport
| Olympiër      | Onderdeel | Resultaat | Prestatie                                 |
| ------------- | --------- | --------- | ----------------------------------------- |
| Andrei Inešin | skeet (m) | 19e       | kwalificatie: 19de met 120 punten (72-48) |

### Wielersport
| Olympiër      | Onderdeel        | Resultaat | Prestatie      |
| Weg           | Weg              | Weg       | Weg            |
| ------------- | ---------------- | --------- | -------------- |
| Lauri Aus     | tijdrit (m)      | 32e       | 1:02.16        |
| Lauri Aus     | wegwedstrijd (m) | DNF       | niet gefinisht |
| Jaan Kirsipuu | wegwedstrijd (m) | 18e       | 5:30.46        |
| Innar Mändoja | wegwedstrijd (m) | DNF       | niet gefinisht |
| Erki Pütsep   | wegwedstrijd (m) | 55e       | 5:30.46        |
| Janek Tombak  | wegwedstrijd (m) | DNF       | niet gefinisht |

### Worstelen
| Olympiër       | Onderdeel      | Resultaat      | Prestatie |
| Grieks-Romeins | Grieks-Romeins | Grieks-Romeins | Grieks-Romeins |
| -------------- | -------------- | -------------- | --- |
| Valeri Nikitin | -69kg (m)      | 4e             | groep 4: 1ste W van FRA Yalouz W van HUN Hirbik: 4-3 kwartfinale: W van AZE Duguchyev: 4-1 halve finale: V van CUB Ascuy: 0-6 bronzen finale: V van RUS Glouchkov: 0-5 |
| Toomas Proovel | -85kg (m)      | 9e             | groep 4: 2de V van GEO Vahtangadze: 4-6 W van KGZ Sanatbajev: 4-2 |
| Helger Hallik  | -130kg (m)     | 16e            | groep 1: 3de V van CUB Millian: 0-3 V van CHN Zhao: 2-3 |

### Zeilen
| Olympiër            | Onderdeel | Resultaat | Prestatie                                         |
| ------------------- | --------- | --------- | ------------------------------------------------- |
| Imre Taveter        | finn (m)  | 22e       | 172 punten: (22-22-19-17-23-22-26-DNF-23-9-21-17) |
| Tõnu Toomas Tõniste | 470 (m)   | 22e       | 157 punten: (7-14-29-17-30-OCS-25-16-14-21-25-18) |
|                     |           |           |                                                   |
| Peter Šaraškin      | laer      | 29e       | 210 punten: (25-29-6-30-28-32-27-32-44-OCS-21-12) |

### Zwemmen
| Olympiër         | Onderdeel           | Resultaat | Prestatie                                                 |
| ---------------- | ------------------- | --------- | --------------------------------------------------------- |
| Indrek Sei       | 50m vrije slag (m)  | 29e       | serie 10: 8ste in 23,11                                   |
| Indrek Sei       | 100m vrije slag (m) | 43e       | serie 4: 3de in 52,09                                     |
| Raiko Pachel     | 100m schoolslag (m) | 32e       | serie 6: 8ste in 1.03,99                                  |
| Raiko Pachel     | 200m schoolslag (m) | 33e       | serie 3: 3de in 2.19,71                                   |
|                  |                     |           |                                                           |
| IJana Kolukanova | 50m vrije slag (v)  | 16e       | serie 7: 1ste in 25,96 (NR) halve finale 1: 8ste in 26,03 |
| Elina Partõka    | 100m vrije slag (v) | 29e       | serie 2: 2de in 57,71 (NR)                                |
| Elina Partõka    | 200m vrije slag (v) | 33e       | serie 3: 6de in 2.05,90                                   |

Albanië · Algerije · Amerikaanse Maagdeneilanden · Amerikaans-Samoa · Andorra · Angola · Antigua en Barbuda · Argentinië · Armenië · Aruba · Australië · Azerbeidzjan · Bahama's · Bahrein · Bangladesh · Barbados · België · Belize · Benin · Bermuda · Bhutan · Bolivia · Bosnië en Herzegovina · Botswana · Brazilië · Britse Maagdeneilanden · Brunei · Bulgarije · Burkina Faso · Burundi · Cambodja · Canada · Centraal-Afrikaanse Republiek · Chili · China · Chinees Taipei · Colombia · Comoren · Congo-Brazzaville · Congo-Kinshasa · Cookeilanden · Costa Rica · Cuba · Cyprus · Denemarken · Djibouti · Dominica · Dominicaanse Republiek · Duitsland · Ecuador · Egypte · El Salvador · Equatoriaal-Guinea · Eritrea · Estland · Ethiopië · Fiji · Filipijnen · Finland · Frankrijk · Gabon · Gambia · Georgië · Ghana · Grenada · Griekenland · Groot-Brittannië · Guam · Guatemala · Guinee · Guinee‑Bissau · Guyana · Haïti · Honduras · Hongarije · Hongkong · Ierland · IJsland · India · Indonesië · Irak · Iran · Israël · Italië · Ivoorkust · Jamaica · Japan · Jemen · Joegoslavië · Jordanië · Kaaimaneilanden · Kaapverdië · Kameroen · Kazachstan · Kenia · Kirgizië · Koeweit · Kroatië · Laos · Lesotho · Letland · Libanon · Liberia · Libië · Liechtenstein · Litouwen · Luxemburg · Macedonië · Madagaskar · Malawi · Malediven · Maleisië · Mali · Malta · Marokko · Mauritanië · Mauritius · Mexico · Micronesië · Moldavië · Monaco · Mongolië · Mozambique · Myanmar · Namibië · Nauru · Nederland · Nederlandse Antillen · Nepal · Nicaragua · Nieuw-Zeeland · Niger · Nigeria · Noord-Korea · Noorwegen · Oeganda · Oekraïne · Oezbekistan · Oman · Oostenrijk · Pakistan · Palau · Palestina · Panama · Papoea-Nieuw-Guinea · Paraguay · Peru · Polen · Portugal · Puerto Rico · Qatar · Roemenië · Rusland · Rwanda · Saint Kitts en Nevis · Saint Lucia · Saint Vincent en Grenadines · Salomonseilanden · Samoa · San Marino ·  Sao Tomé en Principe · Saoedi-Arabië · Senegal · Seychellen · Sierra Leone · Singapore · Slovenië · Slowakije · Soedan · Somalië · Spanje · Sri Lanka · Suriname · Swaziland · Syrië · Tadzjikistan · Tanzania · Thailand · Togo · Tonga · Trinidad en Tobago · Tsjaad · Tsjechië · Tunesië · Turkije · Turkmenistan · Uruguay · Vanuatu · Venezuela · Verenigde Arabische Emiraten · Verenigde Staten · Vietnam · Wit-Rusland · Zambia · Zimbabwe · Zuid-Afrika · Zuid-Korea · Zweden · Zwitserland · Individuele olympische atleten